# مایکل شمبرگ
مایکل شمبرگ (انگلیسی: Michael Shamberg؛ زادهٔ ۲۲ مارس ۱۹۴۴) تهیه‌کننده فیلم اهل ایالات متحده آمریکا است.
از فیلم‌ها یا مجموعه‌های تلویزیونی که وی در آن‌ها نقش داشته‌است، می‌توان به ارین براکویچ، ماهی‌ای به نام وندا، داستان عامه‌پسند، گاتاکا، اندوه شدید و در بدلندز اشاره نمود.